# Muntagölen
Muntagölen är en sjö i Vetlanda kommun i Småland och ingår i Emåns huvudavrinningsområde. Sjön är 9 meter djup, har en yta på 0,023 kvadratkilometer och befinner sig 215 meter över havet.